# Hervé Gagnon
Pour les articles homonymes, voir Gagnon.
Œuvres principales
- Crossroads. La dernière chanson de Robert Johnson (2021)
- Série Les enquêtes de Joseph Laflamme (2014-2018)
- Série Maléfica (2014-2014)
- Série Damné (2010-2011)

Hervé Gagnon, né le 26 août 1963 à La Baie au Québec, est un historien et romancier québécois.

## Biographie
Détenteur d'une maîtrise et un doctorat en histoire, ainsi qu’une maîtrise en muséologie de l'Université de Montréal, il oeuvre pendant plus de 25 ans à la mise en valeur de la culture et du patrimoine. Parallèlement, il enseigne dans plusieurs universités québécoises.
Il délaisse l'enseignement et la muséologie en 2010 pour se consacrer entièrement à l'écriture de thrillers et de polars ésotériques ayant le plus souvent l'histoire en toile de fond. Ses titres sont publiés au Canada et en Europe et ont été traduits en polonais et en russe. Sa série Damné s'est vendue à 250 000 exemplaires en français seulement.

## Publications

### Romans
Série Montbard
1. Jérusalem, Paris - Montréal, Éditions Hugo , 2025.
2. Rossal, Paris - Montréal, Éditions Hugo, 2026.

#### Série Sanctuaire
1. Arcadia, Éditions Hugo & Cie, 2022
2. Nova Ecclesia, Éditions Hugo & Cie, 2023

#### Série La Mort du Temple
1. Secretum Templi, Éditions Hugo & Cie, 2020Réédité en 2021 en format poche par le même éditeur dans sa collection Hugo Poche
2. Corpus Christi, Éditions Hugo & Cie, 2020Réédité en 2021 en format poche par le même éditeur dans sa collection Hugo Poche

#### Série Vérité
1. Les Sages de Sion, Éditions Hugo & Cie, 2018Réédité en 2020 en format poche par le même éditeur dans sa collection Hugo Poche
2. La Terre promise, Éditions Hugo & Cie, 2019Réédité en 2020 en format poche par le même éditeur dans sa collection Hugo Poche

#### Série Les enquêtes de Joseph Laflamme
Jack, Éditions Libre Expression, collection Expression Noire, 2014
Jeremiah, Libre Expression, collection Expression Noire, 2015
Maria, Libre Expression, collection Expression Noire, 2015
Benjamin, Libre Expression, collection Expression Noire, 2016
Joseph, Libre Expression, collection Expression Noire, 2016
Adolphus, Libre Expression, collection Expression Noire, 2018
Susan, Hugo, collection Thriller, 2024.

#### Série Les enquêtes de Patrick Kelly
1. Chemin de croix, Libre Expression, collection Expression Noire, 2017Réédité en 2024 chez Eaux Troubles.

#### Série Malefica
1. La Voie du Livre, Libre Expression, 2013Réédité en 2014 par Hugo & Cie, en 2015 par Pocket et France Loisirs
2. La Voie royale, Éditions Hurtubise, 2014Réédité en 2014 par Hugo & Cie, en 2015 par Pocket et France Loisirs
3. La Voie du sang, Libre Expression, 2014Réédité en 2014 par Hugo & Cie, en 2015 par Pocket et France Loisirs

#### Série Vengeance
1. Le Glaive de Dieu, Éditions Hurtubise, 2013Réédité en 2013 par Québec Loisirs et France Loisirs. Traduit en russe (en Ouzbékistan) en 2021 sous le titre Oblozhka 1. Mech gospoda.  Réédité en 2024  chez Eaux Troubles.
2. Le Grand Œuvre, Éditions Hurtubise, 2013Réédité en 2013 par Québec Loisirs et France Loisirs. Traduit en russe (en Ouzbékistan) en 2021 sous le titre Oblozhka 2. Réédité en 2024  chez Eaux Troubles.

#### Série Damné
1. L’Héritage des cathares, Éditions Hurtubise, 2010Édité en 2011 par France Loisirs, en 2012 par Hugo & Cie, en 2013 par Pocket, en 2021 par Hugo Poche. Traduit en russe en 2021
2. Le Fardeau de Lucifer, Éditions Hurtubise, 2010Édité en 2011 par France Loisirs, en 2013 par Hurtubise au format poche et Pocket, en 2021 par Hugo Poche. Traduit en russe en 2021
3. L’Étoffe du Juste, Éditions Hurtubise, 2011Édité en 2011 par France Loisirs, en 2013 par Hugo & Cie, en 2014 par Pocket, en 2021 par Hugo Poche. Traduit en russe en 2021
4. Le Baptême de Judas, Éditions Hurtubise, 2011Édité en 2011 par France Loisirs, en 2013 par Hugo & Cie et les éditions Hurtubise, en 2014 par Pocket, en 2021 par Hugo Poche. Traduit en russe en 2021

#### Hors série
- Crossroads. La dernière chanson de Robert Johnson, Hugo & Cie, 2021
- Chemin de croix, Montréal, Libre Expression, 2017. Réédition: Pully (Suisse), Éditions Eaux troubles, 2023.

### Nouvelles
« Woke », Storia, Paris / Montréal, Hugo et Cie, 2021.
« Veni Satanas », Crimes à la bibliothèque, Montréal, Druide, 2015.

### Romans jeunesse
Série La Cage
1. La Cage, Hugo & Cie, 2022
2. La Cage: L'Empoisonneuse, Hugo & Cie, 2024

Série Le Talisman de Nergal
1. L’Élu de Babylone, Hurtubise, 2008Édité en 2009 par les Éditions Michel Lafon, en 2010 par Mosaïka, éditeur polonais, et en 2014 par France Loisirs
2. Le trésor de Salomon, Hurtubise, 2008Édité en 2009 par les Éditions Michel Lafon, en 2010 par Mosaïka, éditeur polonais, et en 2014 par France Loisirs
3. Le secret de la Vierge, Hurtubise, 2008Édité en 2010 par les Éditions Michel Lafon et en 2014 par France Loisirs
4. La clé de Satan, Hurtubise, 2009Édité en 2011 par les Éditions Michel Lafon et en 2014 par France Loisirs
5. La Cité d’Ishtar, Hurtubise, 2009Édité en 2014 par France Loisirs
6. La révélation du Centre, Hurtubise, 2009Édité en 2014 par France Loisirs

Série Une enquête de Philémon Dandrejean, détective privé
1. Le mystère du manoir de Glandicourt, GGC Éditions, 2001
2. 2 heures du matin, rue de la Commune, GGC Éditions, 2002

Hors série
- Les jours où j'ai tué Emma, Paris- Montréal, Éditions Hugo, 2025.
- Solastalgie, Paris – Montréal, Éditions Hugo, 2023.
- Le Projet Pox, Montréal, Québec Amérique, 2020.
- Cap-aux-Esprits, Gatineau, Vents d’Ouest, 2007 / Montréal, Québec-Amérique, 2019.
- Demonica, Montréal, Recto Verso, 2016 / Paris, France loisirs, 2017 / Lyon, M+ éditions,024 (à paraître).
- Mille écus d’or, Montréal, Hurtubise, 2013.
- Complot au Musée, Montréal, Hurtubise HMH, 2006. / Archambault, Montréal, 2008.
- Spécimens, Montréal, Hurtubise HMH, 2006.
- Fils de sorcière, Montréal, Hurtubise HMH, 2004.
- Au royaume de Thinarath, Montréal, Hurtubise HMH, 2003.
- Le fantôme de Coteau-Boisé, Sherbrooke, GGC Éditions, 2000. / L’esprit des lieux, Gatineau, Vents d’Ouest, 2013.
- Gibus, maître du temps, Sherbrooke, GGC Éditions, 2000. / Continuum, Gatineau, Vents d’Ouest, 2014.
- L'étrange Monsieur Fernand, Sherbrooke, GGC Éditions, 2000.

### Monographies
La franc-maçonnerie en 25 questions, Montréal, Les Heures bleues, 2020.
Soigner le corps et l'âme. Les Religieuses Hospitalières de Saint-Joseph et l'Hôtel-Dieu de Montréal (XVIIe – XXe siècles), Sherbrooke, GGC éditions, 2002.
Louis-François-George Baby. Un bourgeois montréalais au XIXe siècle, Sherbrooke, GGC éditions, 2001.
Divertir et instruire. Les musées de Montréal au XIXe siècle, Sherbrooke, GGC Éditions, 1999.

## Distinctions
·       Prix Récit de l'Ailleurs 2025, lycéens de Saint-Pierre et Miquelon, pour Demonica. 
·       Finaliste, Prix Jeunesse 2023,  Salon du Livre du Saguenay-Lac-Saint-Jean pour Solastalgie.
·       Finaliste, Prix Jeunesse 2020,  Salon du Livre du Saguenay-Lac-Saint-Jean pour Le Projet Pox.
·       Prix Arthur-Ellis 2019, « Meilleur polar en français » au Canada pour Adolphus. Une enquête de Joseph Laflamme.
·       Finaliste, Prix roman, Salon du livre du Saguenay-Lac-St-Jean 2019 pour Adolphus. Une enquête de Joseph Laflamme.
·       Finaliste, Prix roman, Salon du livre du Saguenay-Lac-St-Jean 2016  pour Maria. Une enquête de Joseph Laflamme.
·       Finaliste, Prix Saint-Pacôme du roman policier 2015 pour Jeremiah. Une enquête de Joseph Laflamme.
·       Finaliste, Prix Tenebris 2015 pour Jack. Une enquête de Joseph Laflamme
·       Finaliste, Prix Suzanne-Pouliot et Antoine-Sirois 2015, Association des Auteures et Auteurs de l’Estrie pour Mille écus d'or.
·       Prix Jeunesse 2014,  Salon du Livre du Saguenay-Lac-Saint-Jean pour Mille écus d'or.
·       Prix Saint-Pacôme du Premier polar 2014 pour Jack. Une enquête de Joseph Laflamme.
·       Finaliste, Prix Saint-Pacôme du roman policier 2014 pour Jack. Une enquête de Joseph Laflamme.
·       Finaliste, Prix des lecteurs 2011, Salon du Livre du Saguenay-Lac-Saint-Jean pour Damné: L'héritage des cathares.
·       Prix Jeunesse 2010,  Salon du Livre du Saguenay-Lac-Saint-Jean pour Le talisman de Nergal 6. La révélation du Centre.
·       Prix jeunesse des Univers Parallèles 2009 pour Cap-aux-Esprits.
·       Finaliste, Prix Québec / Wallonie – Bruxelles de littérature jeunesse 2009 pour Le talisman de Nergal 1. L’Élu de Babylone.
·       Prix AbitibiBowater 2008, catégorie «Jeunesse»,  Salon du Livre du Saguenay-Lac-Saint-Jean  pour Le talisman de Nergal 1.         L’Élu de Babylone.
·       Prix Abitibi-Consolidated 2007, catégorie «Jeunesse»,  Salon du Livre du Saguenay-Lac-Saint-Jean pour Complot au musée.
·       Finaliste, Prix du lecteur 2007, Fête du livre et de la lecture de Longueuil pour Spécimens.
·       Finaliste, Prix TD de littérature jeunesse 2005, Canadian Children’s Book Center pour Fils de sorcière.
·       Finaliste, Grand prix du livre de la Ville de Sherbrooke 2004, catégorie Création littéraire pour 2 heures du matin, rue de la Commune.

## Collaborations
À l'occasion de la parution de Crossroads, le guitariste de blues-rock canadien Steve Hill a fait paraître une version de Hellhound on my trail de Robert Johnson incluse par la suite sur l'album Desert Trip Deluxe.

## Vie personnelle
Habitant depuis 1995 dans la région des Cantons de l'Est, au Québec, il consacre ses temps libres à la musique, à la lecture, à l'ornithologie et à la cuisine. Amateur de blues depuis son adolescence, il voue une grande admiration au mythique guitariste Robert Johnson.